# Île Pepys

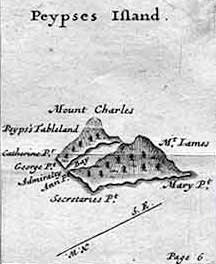
Description de l'île du journal de bord de William Ambrosia Cowley en 1684.

Pour les articles homonymes, voir Pepys (homonymie).
L'île Pepys est une île fantôme qui était censée être située à 230 miles au nord des îles Malouines (Falkland en anglais).  

## Découverte et histoire
Elle a été décrite par Ambrose Cowley en 1684 qui a probablement confondu avec les coordonnées d'une des îles Malouines et lui a donné le nom de Samuel Pepys, secrétaire de l'Amirauté. 
De nombreuses expéditions ont essayé de localiser l'île durant le XVIIIe siècle. Certains comme John Byron l'ont alors identifiée comme une des îles de l'archipel britannique, mais d'autres comme Louis-Antoine de Bougainville, George Anson et Thomas Cook ont continué à chercher jusque dans les années 1780.
Le journal de bord de Cowley a été retrouvé et on s'est aperçu alors de l'erreur.